# Xã Carroll, Quận O'Brien, Iowa
Xã Carroll (tiếng Anh: Carroll Township) là một xã thuộc quận O'Brien, tiểu bang Iowa, Hoa Kỳ. Năm 2010, dân số của xã này là 441 người.